# 종이비행기

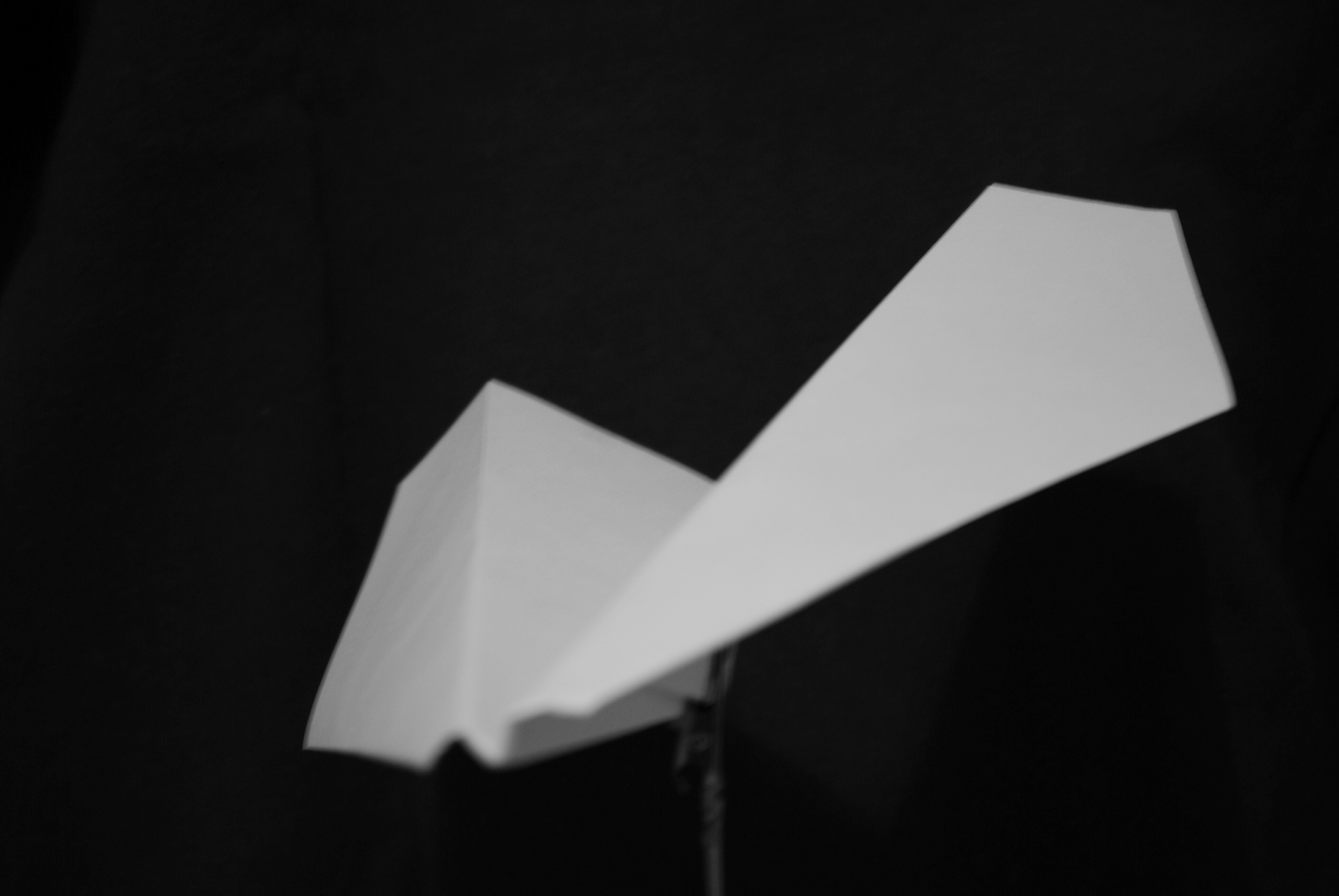
종이비행기

종이비행기 접는 방법. 이와 같은 방법으로 접을 수도 있지만 여러 접는 방법이 있다.

종이비행기( - 飛行機, 영어: paper plane, paper aeroplane, paper airplane, paper glider, paper dart)는 종이로 만든 모든 비행기의 총칭이다.
종이비행기의 가장 오래된 기록은 록히드 마틴 사의 전신이 된 록히드의 공동 창립자인 잭 노스럽이 1930년 기체를 디자인하면서 종이로 비행기를 만든 것이다.
기네스북에 따르면 가장 오래 떠 있던 종이비행기는 켄 블랙번이 제작한 것으로 1998년 10월 8일 실내에서 27.6초 동안 떠 있었다. 종이비행기는 국내에서 유명하지는 않지만, 해외에서는 종이비행기 협회나 동호회가 있다. 대한민국에서는 한국종이비행기협회(협회장 이희우)가 있다.
우리가 흔히 아는 종이비행기는 배꼽비행기이다. 종이비행기는 크게 두 가지로 나뉘는데, 접기형 종이비행기와 조립형 종이비행기가 있다. 접기형 종이비행기는 종이 한 장으로 접어 만드는 종이비행기이다. 만드는 방법은 간단하지만, 모양이 쉽게 변할 수 있기 때문에 고성능 비행을 하기에는 좋지 않다.
조립형 종이비행기는 종이에 설계된 부품들을 오려내어 조립하는 종이비행기이다. 대한민국 최초의 조립형 종이비행기는 1994년 한국 공군 현역 전투조종사였던 이희우 박사가 세계 최초로 조종면을 사용하였다. 대표적인 조립형 종이비행기는 페이퍼파일럿, 화이트윙, 조이윙 등이 있다.

## 같이 보기
- 종이
- 모형항공기